# 上田馬之助 (プロレスラー)
上田 馬之助（うえだ うまのすけ、1940年6月20日 - 2011年12月21日）は、愛知県海部郡弥富町（現：弥富市）出身のプロレスラー。元大相撲力士。本名：上田 裕司（うえだ ひろし）。
大相撲時代は追手風部屋を経て間垣部屋に所属、海部錦（あまにしき）の四股名で最高位は序二段19枚目。プロレスラーとしては長年、ヒールとして活躍。頭髪をまだら金髪（その後すべて金髪）に染めた姿から「まだら狼」「金狼」などの異名を持った。

## 来歴
1958年、大同工業高校を中退して追手風部屋に入門、1958年5月場所に初土俵を踏み、同年9月には部屋付き親方の間垣親方が分家独立するのに伴って間垣部屋に移る。当時の四股名は上田山（うえだやま）であったが、のちに海部錦（あまにしき）に改名した。なお、間垣部屋時代の力士仲間には松岡巌鉄がいた。
1960年、追手風部屋に同期入門した林幸一（のちのミスター林）の誘いで力士を廃業して日本プロレスに入門、1961年4月に名古屋市金山体育館における平井光明戦でデビュー。若手時代は実力はありながらも、ほぼ同時期に入門したジャイアント馬場やアントニオ猪木の影に隠れ地味な存在だった（馬場・猪木より先に入門したが、一旦帰郷し再入門したため後輩になる）。だがダブル・リストロックを得意技とし、道場内での関節技スパーリング（上田いわく「極めっこ」）や真剣勝負（同「冷たい試合」 通称「ガチンコ」）には自信があったと本人は語っている。しかし、当時の上田の試合には派手さがなかったため、観客が眠ってしまいそうなことから「眠狂四郎」というあだ名をつけられていた。
1966年にアメリカに渡り、テネシー、テキサス、ジョージアなどの南部を主戦場に、プロフェッサー・イトーまたはミスター・イトーのリングネームで悪役レスラーとして活躍した。1968年12月12日にはアマリロにてシャチ横内と組み、ドリー・ファンク・ジュニア&テリー・ファンクのザ・ファンクスからテキサス西部版のNWA世界タッグ王座を奪取。1970年1月23日にはオクラホマ地区でダニー・ホッジを破り、NWA世界ジュニアヘビー級王座を獲得したとされていたが、上田本人は「自分の反則負けであり、タイトルは奪取していない」と証言している。1971年3月に帰国したが、ここでも馬場・猪木・坂口征二らの影に隠れ大きな活躍はできず、同年末の猪木追放騒動では猪木の計画を日プロ幹部に密告したといわれる（後述）。馬場に次いで坂口も日プロ離脱を表明した直後の1973年3月6日、愛知県体育館にて大木金太郎と組んでジョニー・バレンタイン&キラー・カール・クラップを破り、インターナショナル・タッグ王座を獲得。念願の国内初戴冠を果たしたが、4月18日の焼津でのフリッツ・フォン・エリック&クラップとの防衛戦に敗れ王座陥落。その2日後に日プロは崩壊した。
その後、大木らとともに全日本プロレスへ移籍したが（正式には日本テレビとの3年契約の上、全日本プロレスへ派遣されていた）、前座扱いのマッチメイクなど待遇面の不満のため（異説あり）、日本テレビとの契約を残したまま事実上のフリーランスとなる。日本テレビとの契約には同局の許可なく国内他団体への参戦を禁止する条項が含まれていたため、新日本プロレスや国際プロレスには参戦できず、活路を求め渡米し、南部地区を中心に活動した。1974年からはオクラホマやルイジアナを拠点とする中南部のNWAトライステート地区（後にビル・ワットが主宰するMSWAの前身テリトリー）を主戦場に活動。因縁のホッジをはじめ、グリズリー・スミス、ルーク・ブラウン、ピエール・マーチン、ボブ・スウィータン、フランク・グーディッシュなどと対戦し、若手時代のボブ・バックランドから勝利を収めている。
1976年元日、アメリカから馬場、猪木、ラッシャー木村への挑戦を表明（日本テレビとの契約が同年3月31日まで残っていたため、3人への挑戦時期を4月1日以降としていた）。馬場、猪木は拒否したが、木村が国際プロレス代表の吉原功と協議の上、上田の挑戦を受諾したことにより、同年5月に国際プロレスへ参戦。6月11日の古河大会で木村からIWA世界ヘビー級王座を奪取したが、7月28日の銚子大会における木村との金網デスマッチでのリターンマッチが没収試合となり、一度も防衛することのないままタイトルを剥奪された。同年7月7日には大阪府立体育館にて、国際プロレスに逆上陸したサンダー杉山と組んでグレート草津&マイティ井上のIWA世界タッグ王座にも挑戦している。この国際プロレス参戦時、上田は前髪を金色に染めた「まだら狼」へと変身（のちに髪全体を染め「金狼」と呼ばれるようになる）、凱旋帰国試合と銘打った国際プロレス初参戦第一戦目では、正攻法の試合を展開したが、以降反則攻撃主体の凶悪ファイトに徹し、日本マットでは初の本格的な日本人ヒールとして注目を集めた。
1977年1月より新日本プロレスへ参戦、タイガー・ジェット・シンと凶悪タッグを結成し、2月2日に大阪府立体育館にて坂口&ストロング小林からNWA北米タッグ王座を奪取、一躍トップヒールとなった。その後、シンとは仲間割れもあったが、長く悪の名コンビとして日本マットを血で染め続けることになる。1978年2月8日には日本武道館にて、因縁深い猪木との釘板デスマッチが実現（11分2秒 上田のTKO負け）。この時期にはシンとのタッグを解消した上で、全日本プロレスへの移籍を画策する噂があり、シンも疑心暗鬼になっていたとされる。1978年8月シリーズでは、8月26日開催の飯山大会以降はシンとのタッグをあえて組ませなかったが、9月1日に行われた会津若松大会で、上田はシンとジンバ・カーンと組んで猪木&藤波辰巳&ストロング小林と対戦したが、試合中に仲間割れを起こした。会津若松大会における仲間割れにより、同年9月19日に大阪府立体育館でシンとの決着戦が行われ、猪木がレフェリーを務めるも、試合途中より上田・シンとも猪木を急襲。裁定は無効試合となったが、以降はシンと和解し、再び共同戦線を張った。尚、上田VSシンは、大阪府立体育館で行われた新日本プロレスの興行で初の超満員札止めとなった。1978年暮れには杉山、ヒロ・マツダ、マサ斎藤らフリーの日本人レスラーたちと狼軍団を結成、プレ日本選手権において新日勢と抗争を展開した。春に開催されるMSGシリーズにも出場して、アンドレ・ザ・ジャイアント、ニコリ・ボルコフ、バグジー・マグロー、チーフ・ジェイ・ストロンボー、そしてスタン・ハンセンとも対戦したが、1979年からはやや戦績を落とし、坂口との北米ヘビー級王座をめぐる抗争がメインとなった。
同時期に国際プロレスにも再び参戦し、1979年4月20日（富山市体育館）と9月29日（横浜文化体育館）の2回にわたり、木村のIWA世界ヘビー級王座に再挑戦。井上&アニマル浜口が保持するIWA世界タッグ王座にも、同年4月21日に高岡にて斎藤、10月5日に後楽園ホールにて大木、11月14日には諏訪にてヤス・フジイをパートナーに3回挑戦した（諏訪大会は金網タッグ・デスマッチで開催）。1980年10月4日の近江八幡大会では、同年に国際プロレスに入団した大木が日本プロレス崩壊後も保持していたインターナショナル・ヘビー級王座に、来日中止となったエドワード・カーペンティアの代役として挑戦している。国際プロレスでは、ジョー・ルダック、ジプシー・ジョー、アレックス・スミルノフ、モンゴリアン・ストンパー、キューバン・アサシンなどの外国人ヒールや選手会を除名された鶴見五郎とも共闘。マーク・ロコやニック・ボックウィンクルとの異色タッグも実現した。
アメリカでの活動も続け、ロサンゼルス地区では1978年から1979年にかけて、アンドレ、ロン・バス、ヘイスタック・カルホーン、チャボ・ゲレロ、ヘクター・ゲレロ、剛竜馬、ブラック・ゴールドマン、プラウボーイ・フレイジャー、アル・マドリル、ブッチャー・ブラニガンらと対戦。パク・チューこと海外修行時代の木村健吾をはじめ、ロディ・パイパーやブル・ラモスともタッグを組んだ。1980年下期には同地区において、オックス・ベーカー&ジ・エンフォーサーのマネージャー役を務めていたこともある。
1981年に再び全日本プロレスへ、先に移籍したシンを追うように参戦。暮れの世界最強タッグ決定リーグ戦にも、同年と1983年にシン、1982年にはスーパー・デストロイヤーと組んで出場。シンとのコンビでは、久々の対決となるファンクスをはじめ、ブルーザー・ブロディ&ジミー・スヌーカ、ザ・シーク&マーク・ルーイン、ハーリー・レイス&ラリー・ヘニング、バロン・フォン・ラシク&クラップ、ミル・マスカラス&ドス・カラス、バリー・ウインダム&ロン・フラー、ハンセン&ブロディのミラクルパワーコンビなどのチームと対戦した。1983年3月3日には後楽園ホールで馬場との遺恨試合が行われ、馬場のアームブリーカー・ドロップの連発でレフェリーストップ負けを喫している。同年7月26日には福岡スポーツセンターにて、シンとのコンビで馬場&ジャンボ鶴田を下し、10年ぶりにインターナショナル・タッグ王座に返り咲いた。1984年6月14日には、全日正規軍（馬場、鶴田、天龍源一郎、プリンス・トンガ）対シン軍団（シン、上田、鶴見、バズ・タイラー）の4対4による日本初のエリミネーション・マッチにも出場している。
1985年、新日本プロレスの試合会場に突如スーツ姿で現れ、猪木に花束を渡すなどをして新日へ再参戦。再参戦当初はマシーン軍団やヒロ斎藤と共闘していたが仲間割れし、カルガリーハリケーンズの新日マット離脱後に新日正規軍入り。正規軍入り後はヒールファイトだけでなく、正攻法主体の試合も披露している。1986年3月26日、東京都体育館で行われたUWF軍との5対5のエリミネーション・マッチでは、前田日明と心中して場外に飛び降り、両者リングアウトに持ち込んで前田を失格させるという活躍を見せた。試合では前田のキック攻撃を何発も耐え抜き、ハイキックを側頭部に受けながらもダウンすることなく、勢いをつけたフライング・ニールキックでようやく倒れた。当時は上田のシュートでの強さはさほど認知されておらず、その上田が当時最強といわれた前田の蹴りを平然と受けきってみせたことで観客席からは大きなどよめきが起こった。前田から側頭部へのハイキックを受けたことについて、「40年近いレスラー生活で唯一の油断だった」と後年の著書で記している。1987年1月14日に後楽園ホールにて行われた藤波辰巳VS木村健吾のワンマッチ興行ではレフェリーを務めた。なお、当時の上田の入場テーマ曲には、のちに三沢光晴も使った『スパルタンX』が使用されていた。
その後、1990年代はNOWやIWAジャパンなどのインディー団体を転戦した。
1996年3月、IWAジャパンのシリーズ最終戦が行われた仙台市から東京への帰京中、東北自動車道で交通事故に遭遇。助手席の上田はフロントガラスを突き破り、車外に投げ出され アスファルトに叩きつけられる大事故だったが一命を取り留めた。上田本人は車が衝突した瞬間以降のことは記憶に残っていなかったという。その事故により頸椎損傷の大怪我を負い、胸下不随となり車椅子での生活を余儀なくされた。
1998年4月16日に上田がリハビリ中の熊本市で「力道山OB会」主催による、上田馬之助現役引退記念大会が開かれ、車椅子姿でファンの前に現れ喜ばせた。
その後、妻の故郷の大分県臼杵市へ移り、「リサイクルショップ上田屋」を経営。地元でプロレス興行が行われると夫婦で会場に激励に行ったり障害児施設を訪問するなど、妻と二人三脚の生活を送っていた。2008年には近年のリハビリ生活がドキュメンタリー番組「生きる×2」で放映された。
2009年には、大分のローカルプロレス団体であるプロレスリングFTO所属のプロレスラーであるVINNIが、初代の同意の下「上田馬之助」の名前を襲名することを発表。同年7月5日に大分市内で襲名式が開かれ、上田本人は体調不良のため姿を見せなかったものの、立会人を真樹日佐夫が務めたほか、夫人より上田が現役当時使用していた竹刀とガウンが手渡された。
2011年12月21日、誤嚥による窒息で死去。71歳没。

## 人物
常に竹刀を片手にし、レスラー人生の大半を悪役で貫いたが、素顔は以下のエピソードにも見られるように非常に真面目で、周囲の人間を大事にする人物でもあった。
- 力士時代に毛筆（相撲字）の訓練を受けたために能筆としても知られており、サインを求められた時には筆と墨を用いて色紙に書くことに拘った。これについて上田本人は「私はマジックでサラサラと書くなんてことは出来ない男ですから」と語っていたという[34]。
- その達筆もあったためか、上田は筆まめという一面もあった。日本プロレス時代に長期海外遠征を行った際には、親しい記者などに達筆で丁寧な文体で書かれた近況の手紙を定期的に送っていたという。その内容は現地のリアルタイムなプロレス事情を知るネタ元として、プロレス担当記者から重宝された。
- サインの筆跡を似せるほど力道山に傾倒し、日本プロレス時代に交付されたプロレスラーのライセンス証を、後年になっても肌身離さず持ち歩いていたという。「力道山先生の頃の本格的なプロレスを復活させるのが夢」「統一コミッショナーの下、プロレスにライセンス制度を復活させるべきだ」というような発言もしている。
- 少年時代の米良明久（後の高千穂明久 / ザ・グレート・カブキ）が力道山に日本プロレス入門を直訴すべく、故郷から上京して当時東京・赤坂にあった日本プロレス合宿所を訪問した際、米良少年に応対したのは当時若手レスラーだった上田で、上田は米良少年に「（合宿所に）一晩泊まっていけば力道山先生に会わせてやろう」と言ったという[35]。
- 1968年1月3日に行われた国際プロレス（当時はTBSプロレス）との興行戦争の直後に、ベースボール・マガジン社に立ち寄り、『TWWAプロレス中継』初回放送であるグレート草津VSルー・テーズをテレビで観戦した。その際、草津に対して「草津の試合ぶりはプロとして恥ずかしく、しかも動きが幼稚だよ」などと酷評する低評価を与えた[36]。草津とは、1976年から1979年までシングル・タッグで対戦した。
- 全日本プロレスを離脱してフリーとして渡米した理由を「前座扱い」としていたが、親しいプロレス関係者には、プロレス草創期からの日本プロレスのレフェリーだった沖識名がハワイへ帰国する際に、全日本プロレスが沖識名の「ありがとう興行」を実施したのに、全日本サイドが売上から餞別を沖識名に一切渡さなかったため（上田と松岡巌鉄が自分のファイトマネーの中から沖識名に餞別を渡した）、「馬場は沖さんに昔からあれだけ世話になったのに…。恩知らずじゃないか」と激怒したことがきっかけだったと語り、後にその逸話はプロレス雑誌に紹介された。しかし後に松岡は上田と関係が悪化して程なく決別し、松岡の方は1974年をもってプロレスを廃業した。
- フリー転向後に主戦場としていたオクラホマ地区には、デビューして間もない頃のスタン・ハンセンとフランク・グーディッシュ（ブルーザー・ブロディ）も出場していた。上田は若く貧しかった彼らに目をかけ、モーテルの自分の部屋に泊めたり、食事を御馳走したりしていたという[37]。
- アナウンサーの徳光和夫とはお互いの若手時代から親しい関係にあり、徳光は上田のことを「馬さん」と呼んでいた。上田が大事故による障害を負った後に日本テレビの『24時間テレビ』に出演した際、徳光が「馬さんもこんな辛いことになってしまって…」と語りかけると、上田も眼を潤ませながら「徳光さん、私は大丈夫です。元気ですよ」と応じた。
- プロとして見られることを常に意識し、ライバルを問われた際は「お客さん」と答えた。
- 「プロレスを経験したことのない人間は裏方に徹するべきであり、出しゃばるんじゃないよ」が持論であり、インタビューで馬場元子と新間寿を「出しゃばり過ぎるし、何か勘違いしてるんだよね」と公然と批判したこともあった[38]。
- 1976年の国際プロレス初参戦時に、上田は親友のリップ・タイラー&エディ・サリバン、そして『国際プロレスアワー』の解説者だった門馬忠雄と4人でホテルで酒を飲んでいた。そこへ酔っ払ったグレート草津が帰って来たが、散々愚痴をこぼす草津に門馬が「ラグビーなど捨てて、プロレスラーらしくなればいい」と発言したところ、草津は激怒し、門馬をネック・ハンギングで吊り上げた。その際、上田は「お前、やめろ!」と草津を制止したという[39]。
- 場外乱闘時に逃げ遅れた観客の老女を見て乱闘をやめたり、タイガー・ジェット・シンが暴れている時に周囲の（無関係の）一般人が近づくのを必死になって制止したことがある。
- 徹底したヒールのキャラクターを通していたため、親類の幼い子供から「おじちゃんは家に来ないで!」と言われたことがあるらしい。プロとしてヒールを演じていた上田は後に「あれが精神的に一番辛かったよ」と述べたという。しかし、施設慰問を続け「上田のおじちゃんが来た!」と子供たちに大喜びで迎えられていたという。施設慰問のことを取材したマスコミが「このことを記事にしても良いですか？」と聞いたら上田は「そんなことしたら俺の悪役のイメージが壊れるから、やめてくれないか」と断った。
- 甥は漫画家のくぼやすひと（漫画家ユニット：久保マシンの男性「くぽりん」）である（上田の実姉の息子がくぼやすひと）[40]。
- また茅ヶ崎のダウン症の子供たち向けに焼き物を作ることを通して、コミュニケーション能力を教えている施設の遠足会には「荷物持ちのおじちゃん」として参加。川原でのバーベキューなどでも活躍。
- 以上のことから家族にアンチファンからの危害が及ぶことを懸念して、アメリカ合衆国フロリダ州ペンサコーラに移住していた時期があると言われていたが、実際は全日本プロレス退団後アメリカで一匹狼としてやっていかざるを得ない状況となったため、1974年6月に家族を呼び寄せた。
- 入場時には、スポンサーであるキャピタルエース（合同商事）のジャージを永年着用していた。
- 名古屋のスナックで宴会が行われた際、上田は全裸で宴会芸を披露した。その際、上田と懇意である東京スポーツのカメラマンがその宴会芸を撮影して東京スポーツの紙面に掲載したところ、上田は激怒した。東京スポーツが後楽園ホールへ取材に行った際、上田は入り口で立ち尽くし、東京スポーツに対して「なんだお前んとこは!こんな写真載せやがって!!」と怒鳴り散らしていたという[41]。
- 1980年代前半、アメリカのWCCWやガルフ・コースト地区では顔に「天」の字をペイントした「テン・グー（Ten Gu）」なるペイントレスラーに変身して活動していた[42]。当時WCCWで上田と一緒だった桜田一男によると、テン・グー（天狗）のアイデアはザ・グレート・カブキのマネージャーだったゲーリー・ハートによるものだという[43]。全日本プロレスでもカブキとのシングルマッチにおいて、このギミックで試合をしたことがある。
- NOW参戦時、アメリカから前妻との息子が大学の長期休暇を使って日本に来ていた際、プロレスラーとして限定参戦させていた（リングネームは「ヒロ上田」最初だけ「上田馬之助Jr.」だった）、なお幼少の頃から父の手ほどきを受けていたのと、大学ではアマレス・アメフトの選手でレスラー並の体格だった。
- 引退のきっかけとなった交通事故で、運転していたIWAジャパンの営業部員が死亡し、その話を聞いたときは「俺が死ねばよかった。なんで人生まだこれからという若い奴が死ななきゃならないんだよ…」と号泣したという[44]。上田と営業部員はIWAジャパン本隊よりも2人で先に仙台を出発していた。後にIWAジャパンの営業部員の追悼興行が営業部員の出身地である大分県別府市で行われた。
- 交通事故の直後は首から下が動かない状態であったが、リハビリを経てプロレス会場に車イスで来場出来るほどまで回復した。また、往年のファンのために来場時にはトレードマークの金髪に染めていた。
- 外国人レスラーのファイトマネー（ギャラ）が日本人レスラーより極端に偏っていたことに警鐘を鳴らしていたことでも有名だった。上田のギャラは相方のタイガー・ジェット・シンと比べ物にならないくらい安かったという。
- 上田馬之助はSWSが失敗した原因について「（SWS移籍前の天龍の全日本最後の試合で）最後、鶴田君にピンフォール負けを喰らった奴の試合なんて誰が見るの？」と語っていた。
- 5歳のときに手品師の真似をしようとして左耳に大豆を入れたのが原因で鼓膜を失い、それ以降左耳は全く聞こえない状態だったという[45]。また右耳もその後中耳炎を患ったため聴力が低下しており[46]、聴力にかなりのハンデがあったが、現役時代はそのことを伏せて戦っていた[47]。
- 深夜、出待ちの中学生に隠し撮りをされたことがあった。気付いた上田は「コラッ!」と叱ったが、少年の自宅に「必ず息子さんをお返ししますから」と電話連絡した上で「写真を撮りたい時にはな、まず相手の人にお願いするんだぞ。いいね？」と優しく諭し、その場で書いたサインを持たせて家まで送り届けたという。
- 上田が新日正規軍から離れ（前述）セミリタイヤ状態となった後、新日本は「ニューリーダー対ナウリーダー」という世代闘争に入ったが、ある時上田が突如会場に現われ「何がニューリーダーだ、お前らの立場を考えろ」というマイクアピールを行った。この模様は「言いたいことだけ言って上田は去っていった…」という見出し付きで、当時の週刊プロレスの表紙を飾った。後日の同誌のインタビューでは「団体に育ててもらい、今も世話になっている身であるなら、それに刃向かうべきではないんだ」とニューリーダーの姿勢を批判し、さらに「そんな人間を勘違いさせる、おたくらマスコミも悪いんだよ」とも語っていた。
- 1990年頃の週刊プロレスのインタビューで、初代タイガーマスクのことを「あれはお子様ランチだよね」と言い、初代タイガーの登場以降プロレスを好きになる世代が広がり、それに合わせるようにプロレス自体が空中技や派手な技に片寄りつつある中、プロレスの凄味はもっと違うところに有ると警鐘を鳴らしていた。
- 落語家・立川談之助に名前を使われ、「高座で俺の名を騙（かた）っている奴がいるよね」とクレームを付けたことがあったという。

## 密告事件
力道山が亡くなった後の日本プロレス末期に、不透明な経理に不満を抱いていた馬場・猪木ら選手会一同は、一部幹部の退陣を要求しようと密かに画策していた。もし要求が受け入れられない場合は、選手一同が退団するという嘆願書に全員がサインをしていたという。上田は「猪木が日本プロレスを乗っ取ろうとしている」と幹部に密告していた。
猪木と腹心の仲でありサイドビジネスの手伝いもしていた木村昭政（「株式会社アントン」経理担当、元警察官で経理士、日本プロレスの西関東地区プロモーター）なる人物が、不透明な小切手を切ったり、猪木を社長に祭り上げて日本プロレスの経営権を握ろうと画策しているかのような動きを見せたため、このことに気付き危機感を持った上田が馬場に相談したのが発端であったともいわれている。
当時の日本プロレスは暴力団との関係が取り沙汰されたり（ただし当時の「興行」はプロレスに限らず良くも悪くも現在の価値観で言う暴力団の影響を免れることは有り得なかった）、ドンブリ勘定の資金管理など闇の部分が存在したのは間違いない。猪木自身は自著である『アントニオ猪木自伝』の中でこの件について触れ「経営陣の不正を正したかったことに嘘はない」としている。また、馬場の自伝においては、猪木の行動は日本プロレス経営改善の名を借りた乗っ取り計画だったとされ、これに関係していた上田を馬場が詰問した所「上田が全部喋ったんです」との記述がある。雑誌ゴングの元編集長竹内宏介（馬場の側近としても有名だった）も「馬場が上田を詰問・上田が真相を告白・馬場が幹部に報告」という経緯で著書を書いている。
ユセフ・トルコも自著での猪木の弟、猪木啓介との対談で「いや、あれを上層部に言ったのは間違いなく上田だよ」と語っており、元日本プロレスの経理部長である三澤正和も「実際の会議で猪木さんが『馬之助、てめぇ、よくもばらしやがったな!』と言っていた」と証言している。また日本プロレス出身で、全日本プロレスにも在籍していたケンドー・ナガサキも2014年にdropkickのインタビューにて、日本プロレスの猪木追放事件について「あれは全部上田さんが（上層部に）バラしちゃったけど」と語っている。ただ2007年1月から5月にかけて東京スポーツで連載されていた「上田馬之助 金狼の遺言」において、上田は「実はあの事件で最初に裏切り首脳陣に密告を行ったのは馬場さんであるが、当時の社内の状況ではとてもそのことを言える状態ではなく、自分が罪を被らざるを得なかった」「証拠となるメモも残っている」と語っている。但し、この「メモ」が公開される事は終に無く、またその「メモ」自体も法律上能力の証拠能力を有しているかは不明である。
グレート小鹿も、2023年に東京スポーツが行った取材の中で、猪木が1970年にロサンゼルスを訪問した際、遠征を行っていた小鹿と現地の日本料理店にて会食した際に、猪木が「日本プロレスはあれだけお客さんが入っているのにビル一つ造れない。女数人の西野バレエ団は青山にビルを造っている。日本に帰ったら改革しなきゃいけない。俺たちがやらなきゃ誰がやるんだ!」と発言していた事を明かした他、小鹿は猪木に関して「『こんなのどうですか?』と言われ『そんなのやれるのか』と軽い気持ちで乗ったと思う。裏で絵を描いたヤツがいるんですよ。猪木さんにそんなアイデアはない。俺に言ったように、会社のシステムを変えようとしていたけど、乗っ取って自分らがやろうというアレじゃない」と語っている他、馬場に関しても「猪木さんたちと何回も話していたと思うよ。ただ、最終的に一緒にやろうという気はない。多分ゴチャゴチャしているから、一歩引いて二歩後退して終わったと思う。猪木さんは途中でやめない人。乗った船は最後まで乗るから」と語っている。
猪木の日本プロレス除名並びに新日本プロレス旗揚げまでの経過は以下の通りである。
- 1971年
  - 11月4日 - 猪木と上田が会談。その席で上田は、「日本プロレス幹部の横暴には目に余るものがある。ここは手を握って改革してほしい」と懇願し、猪木は承諾[52]。
  - 11月5日 - 上田が「内密で話したいことがある」という理由で馬場を呼び出す（会談場所は羽田東急ホテル、赤坂の山王飯店と諸説あり）。猪木も同席[53]。
  - 11月18日 - 猪木と上田が馬場を京王プラザホテルに呼び出し、馬場に改革の具体案を開示した。内容は「臨時役員会を開催し、芳の里淳三・吉村道明・遠藤幸吉の役員退任を要求する」という内容であった[52]。
  - 11月19日 - 『'71ワールド・チャンピオン・シリーズ』が全17戦の日程で開幕。後楽園ホールでの開幕戦で、試合開始前に猪木と上田が改革の概要を説明した。大木金太郎と戸口正徳以外の17人の選手が改革案に署名する[52]。
  - 11月27日 - 猪木の個人事務所で、馬場と猪木、日本プロレス経理部長の三澤正和を交えて会談を持つ。猪木側近の木村昭政が三澤に日プロ決算文書の不明瞭な点を問いただし、改革への協力を要請したが三澤は拒否した[48]。
  - 11月28日 - 臨時役員会を開催。役員でもある馬場と猪木は選手が署名した連判状を開示し（猪木は出席せず、代理で木村が出席）「日本プロレスの経理明朗化と健全な経営」について要求、これを受けて芳の里は退陣を要求された遠藤幸吉、吉村道明の重役解任を内諾し、木村を「内部監査人」として経理監査を一任する。役員会後の同日夜に、芳の里・吉村・小鹿の3人は新宿のスナックに出掛けた。上田は3人がいるスナックに「シリーズ終了後に、猪木が会社の定款を変えて社長になることを企んでいる」と電話を入れた。状況がつかめなかった芳の里は上田をスナックに呼び出し、芳の里は上田に対して「これは猪木一人の計画なのか?」「お前もその仲間か?」「じゃあ馬場は?」などと問いただすと、上田は「最初は仲間だったが、大変なことになると思い電話した」「馬場さんも知っている」「馬場さんも猪木さんと一緒に行く筈だ」などと回答して上田はスナックを後にした。馬場も上田と入れ替わるように同じスナックに呼び出され、馬場元子が運転する車でスナックへ向かった。芳の里は馬場にもこのことを問いただし、馬場は「俺は知らん」の一点張りだった。その後、幹部は猪木の動きを警戒するようになる[51][52][54][52][53][55]。
  - 11月29日 - 横浜文化体育館で遠藤が上田に接触し猪木の目論見を事情聴取すると共に、上田も新宿のスナックでの件を遠藤に説明。同時に遠藤は猪木の行動阻止作戦を開始する[52]。
  - 12月1日 - 馬場が京都駅で上田を呼び出し、上田から猪木の動向を聴取。名古屋への移動中の東海道新幹線の車内でも、隣の席に座らせて状況聴取を行う。また馬場は、他の選手と違う車両の座席を予約していた。その席で上田は「猪木が新会社の社長になり、自分も印鑑証明を用意するように言われた」と馬場に説明し、馬場も「それは話が違う。完全なクーデターじゃないか」と返答し、この時点で猪木への協力を拒否した。馬場は名古屋駅で下車せず、芳の里に猪木の動向を報告するためそのまま帰京し、報告後当日試合がある愛知県体育館へ直行した[52][53][48]。同日、芳の里は木村に対して「監査及び執務代行中止命令」を出し社内への立ち入りを禁じたが、既に木村は会社の金庫から数点の重要書類を持ち出していた[52]。
  - 12月2日から3日 - 上田は浜松市体育館大会と山形県体育館大会を欠場し、同時に日本プロレスの顧問弁護士と共に猪木の行動に関する告発状を作成する。山形大会で芳の里は馬場と面談。この時点で猪木の計画は選手会に筒抜けとなる。同時に山形大会当日、馬場が選手会長並びに取締役を辞任、猪木も取締役を辞任する[52][53]。
  - 12月5日 - 巡業先の仙台からの帰京後に、代官山の日プロ事務所で緊急選手会を開催。その席で猪木は自分が行って来た行動について謝罪した。その席で上田は「猪木が大相撲出身の選手を追放する計画がある」などと選手会の前で発言したことから、小鹿など大相撲出身者は激怒した。しかし、新選手会長となった大木は翌12月6日に猪木の処分を議決すると発表。その際猪木は「おい上田、男と男の約束を破りやがって…。覚えておけよ!」と言わんばかりに席を離れた[52][55]。
  - 12月6日 - 茨城県立スポーツセンター体育館へ移動する直前に、選手会が「猪木を選手会から除名したので、水戸大会以降は猪木を出場させないでほしい。出場させるのであれば、全選手が水戸大会を欠場する」と芳の里に連判状を提出した。山本小鉄は署名を拒否した。芳の里は「（猪木の除名は）プロモーターに迷惑が掛かる。シリーズ終了後に猪木の処分を決定する」と返答し、選手会側はこれを了承する。猪木は山本から「猪木の除名決議」が行われることを聞かされる。当日は水戸に宿泊予定だったが、予定を変更して当日に帰京した[52][53]。
  - 12月7日 - 札幌市中島体育センター大会のために選手は札幌へ移動したが、既に猪木の身の危険が察知されていたことから、身辺警護として山本、木戸、藤波と猪木の実弟である猪木啓介が付き、ユセフ・トルコと共に航空便や宿泊先を選手会と別にするなどの行動を取る[52][56]。
  - 12月8日 - 札幌から帰京後に猪木が「腎臓炎、右尿管結石」の診断書を日プロに提出して渋谷区の病院に入院し、残る日程を欠場した。猪木自身が関係者からの襲撃を懸念し、詐病で入院した事を後年に告白している。猪木に代わって夫人の倍賞美津子が代官山の日プロ事務所を訪れて診断書を提出し、猪木の欠場を申し入れている[52][56]。
  - 12月9日 - 大阪府立体育館において、坂口征二が猪木に代わって、ドリー・ファンク・ジュニアのNWA世界ヘビー級王座に挑戦。カード変更に伴いチケット払い戻しの処置が取られたが、払い戻しを行った観客は少数であった[52]。
  - 12月10日 -この時点で猪木の除名処分が社内決定しており、12月13日の記者会見に向けて準備が進む[52]。
  - 12月11日 - 猪木は山本を練馬区のボウリング場に呼び出し、その席で山本は猪木との共闘を宣言する[53]。
  - 12月12日 - 『'71ワールド・チャンピオン・シリーズ』の全日程終了。
  - 12月13日 - 代官山にあった日本プロレス興業で猪木除名に関する記者会見が開かれる。芳の里社長・大木選手会長・平井義一日本プロレス協会会長は会見で「猪木を日本プロレスから除名・追放する。理由は日本プロレスを乗っ取ろうと計画し、会社の重要書類を無断で持ち出した」「馬場の責任は問わない」と会見した。選手会全員の署名捺印による猪木除名の決議書が提出されたことを明らかにした。これに伴い、猪木は日本プロレスから除名された。記者会見後にビールが持ち込まれ、大木、坂口、小鹿などの選手達は祝杯を上げている。一方で立場上、馬場と上田は会見を欠席しており[51][52][53]、馬場は夜の便でハワイへ遠征に飛び立つ[56]。
  - 12月14日 - 猪木と木村が京王プラザホテルで反論会見を開き、会見で猪木側は日本プロレスに対し「商法違反、私文書偽造、名誉毀損、業務上横領で告訴も辞さない」と法廷闘争も辞さないことを示唆した。日本プロレスも同日に「日本プロレスは日本プロレスを追放するメンバーを他にも決めていた」などと会見した。同日、猪木の付き人であった藤波辰巳が代官山の選手会合宿所から荷物を持って抜け出し、近くにあった猪木の事務所（渋谷区猿楽町）に駆け込んだ。トルコの付き人であった木戸修（川崎市の自宅から通っていた）も日本プロレスを退団する。ユセフ・トルコは日本プロレスから謹慎処分を受ける[52][53]。
  - 12月15日 - 芳の里から自宅謹慎を言い渡されていた山本が、これを不服として日本プロレスを退団する（山本は後に日プロに退職金を要求し、勝訴している）[53]。
- 1972年
  - 1月12日 - 謹慎処分を受けていたユスフ・トルコと、猪木に協力的であったコーチの大坪清隆が同日付で日本プロレスを解雇される[53]。
  - 1月13日 - 猪木が新日本プロレスリング株式会社の会社登記手続きを行う[52]。
  - 1月26日 - 猪木が京王プラザホテルで新日本プロレス設立会見を行う。猪木、木村を含む5名が出席[52]。
  - 3月6日 - 新日本プロレス旗揚げ。

いずれにせよ、この事件が発端となって馬場と猪木の決裂は決定的なものとなり「新日本プロレス」を旗揚げした猪木と「全日本プロレス」を起こした馬場が日本プロレスから離脱。客の呼べる両エース・中継を行っていた日本テレビとNETテレビ（現：テレビ朝日）をそれぞれ失った日本プロレスは崩壊した。慎重派といわれた馬場はこの事件についてその後は一切語らず、以降信頼関係を第一に考えるようになった。また「裏切り者」の汚名をきせられた猪木は、以降攻撃的な策士の面を見せる一方でその行動にはスキャンダルが付きまとった。元来お人好しで馬場より猪木と気が合ったといわれる上田は、以降孤独の身となりフリーとして悪役レスラーを貫き通した。
当時のスポーツ新聞は、デイリースポーツを除いて日本プロレス寄りであったため、猪木の反論会見は取り上げられず、唯一タブロイド紙の週刊ファイトが猪木の主張を全面的に取り上げたに過ぎなかった。また「猪木の乗っ取り計画失敗」という論調が大半を占めていた。
ユセフ・トルコの話では、札幌大会で選手会が猪木を襲撃する計画があったという。最終的に猪木は本来の控室ではなく、トルコが用意した別の控室へ向かったために難を逃れている。なお、本来の控室には選手がすでに待ち伏せていた。
グレート小鹿は、猪木の日本プロレス追放会見を複雑な表情で聞いていたという。猪木の除名に関しても「誰が段取りして除名の話になったのか。『除名を乾杯する』ってビールが出てきて、何でだよと思った。もしかしたら、猪木が日本プロレスに復帰するときに汗をかいた人が、『あれだけ骨折って戻してやったのに!』という怒りに燃え上がり、除名に走ったのかも知れない」と語っている。
国際プロレスの代表の吉原は、東京プロレスとの合同興行を開催した際にギャラの問題で猪木と揉めた過去があったことから、猪木の日本プロレス追放決定直後に「レスラーとしての猪木の実力は高く評価するが、人間としての猪木は全く信用出来ない。絶対にうちのリングに上げることは無い」と明言し、その後も新日本プロレスと国際プロレスが交流を持つようになっても、猪木は国際プロレス崩壊まで国際のリングに上がることはなかった。
後に上田は「あの時、私は裏切り者にされた。一度猪木に経緯を説明したい。いかに私が日本プロレスの幹部らにいじめられていたことを…」と雑誌のインタビューで答え、自身の引退興行の際にも「猪木さんにお詫びしたい」と語ったと言われ、後に和解したものの、猪木は「追放された事実よりも、仲間だと思っていた上田の裏切りに深く傷付いてしまった」と語っている。
猪木側に付いていた山本小鉄は「こんな事があろうがなかろうが、馬場と猪木は遅かれ早かれ決別していたと思う」と語っている。また1992年に大熊元司が逝去した際に、上田に不信感を抱く馬場は大熊の訃報を伝えなかったため「祝儀不祝儀の付き合いも断つのか…」と、涙ながらに憤った。しかし上田は、1999年1月に馬場が死去した際には追悼のコメントを寄せている。

## 得意技
- 凶器攻撃（竹刀、パイプ椅子などを使用したあらゆる反則攻撃）
- コブラ・クロー
- クロス・チョップ（フィニッシュで多用）
- ナックル・パンチ　(下から突き上げるアッパー･スタイルだった)
- ダブル・リストロック（逆腕固め。ヒールスタイルになってからは全く見せていなかったが、前座時代に得意としていた技。新日本再参戦時、正規軍入り後の試合で披露していた）
- 脇固め（同じく前座時代での得意技。1978年のアントニオ猪木との釘板デスマッチにおいても猪木に仕掛けた）
- アームロック（1969年の2度目のアメリカ遠征時、テネシーのNWAミッドアメリカ地区において、ファイトマネーを横領していたトージョー・ヤマモトの腕を、この技で折ったことがある[59]。以降、上田はアメリカのマット界において一目置かれるようになり、エディ・グラハムやボブ・ループからも強さを認められ、ポリスマン（用心棒）としても信頼されていた[60]。フリー転向後、オクラホマでダニー・ホッジと対戦した際も、シュートを仕掛けてきたホッジをアームロックで動けなくしたという[61]）

## 獲得タイトル
NWAミッドアメリカ
- NWA世界タッグ王座（ミッドアメリカ版）：1回（w / トージョー・ヤマモト）[62]

NWAウエスタン・ステーツ・スポーツ
- NWA世界タッグ王座（テキサス西部版）：1回（w / シャチ横内）[5]
- NWAウエスタン・ステーツ・タッグ王座：1回（w / シャチ横内）

NWAミッドサウス・スポーツ
- NWAジョージア・タッグ王座：1回（w / シャチ横内）

NWAハリウッド・レスリング
- NWAアメリカス・タッグ王座：1回（w / パク・チュー）[63]

国際プロレス
- IWA世界ヘビー級王座：1回[10]

日本プロレス / 全日本プロレス
- インターナショナル・タッグ王座：2回（w / 大木金太郎、タイガー・ジェット・シン）[7]

新日本プロレス
- NWA北米タッグ王座（ロサンゼルス / 日本版）：1回（w / タイガー・ジェット・シン）[11]
- アジアタッグ王座（新日本プロレス版）：1回（w / タイガー・ジェット・シン）

ワールド・オーガニゼーション・レスリング
- WOW世界ヘビー級王座
WOW世界ヘビー級選手権は、当時の上田の地元だったフロリダ州ペンサコーラを拠点としたローカル団体WOW（World Organization Wrestling）のベルトで、新日本の常連外国人だったハクソー・ヒギンズを破って獲得したものである[64]（ベルト獲得のニュースは東京スポーツでも大きく報じられた）。後日、上田はそのWOWのベルトを携えて日本に現れ「外人のことで困っているなら我がWOWが相談に乗る」というメッセージを残した。上田の真意は「WOWのタイトル戦を日本で行いたい」、そして「WOWを団体ごと日本に呼んで、大会を行いたい」という点にあった。
上田は週刊プロレスのインタビューに応じ「このベルトは世界王座だから、日本で防衛戦を行っても構わない」としたうえで、「馬場や猪木が悩み苦しんでいるのは、外人のギャラが高過ぎるからだよ。WOWを呼ぶとしたら、外人にアメリカと同等のギャラで、日本でも試合をさせる」と語っていた。また、当時第2次UWFが大都市中心の興行形態を導入して成功し、新日本プロレスもこれに倣ったことを「地方軽視」と非難した上で「ウチ（WOW）は大都市ではやらない。地方でやるよ」とも語っていた。この「WOW構想」は実現こそしなかったが、後年日本に数多く生まれたインディー団体の形態に先駆けたものとなっている。
WOWは国際プロレスや全日本プロレスでも共闘したことのある上田の親友リップ・タイラーが1987年から1988年にかけて主宰し、ボブ・スウィータン、ミスター・オリンピア、チック・ドノバン、ロン・スター、エイドリアン・ストリート、ビッグ・ババ、コキーナ・マキシマス、ノーベル・オースチン、パット・タナカ、ポール・ダイヤモンド、マイク・ボイエッティなどが参戦していた。後にWWEで活躍するボブ・ホーリーもWOWでデビューしており、上田とも対戦している[65]。
WOWは旗揚げから一年余りで活動を停止したため、日本国内においては上田が提唱したWOWの興行もタイトルマッチも行われることは無かったが、NOWのプレ旗揚げに上田が乱入した際、当時のエースだった高野拳磁（当時：高野俊二）が、この時点で団体自体は消滅していたが、ベルトは上田が持っていたため、「（WOWの）ベルトを賭けて（試合を）やってもいい」と発言したことがあった。だが、拳磁自身がプレ旗揚げ戦のみでNOWを離脱したため、両者の対戦が無くなり、その後、上田もこの王座に関して語ることもなかったため、それ以降WOWの名前は聞かれなくなったが、2013年12月1日にプロレスリングFTOにて上田の遺族の了承のもと王座が復活し、王座決定戦を制した二代目上田馬之助が王者となり、以降FTOにてタイトルマッチが行われている。

## 大相撲時代の成績
- 通算成績：49勝61敗14休（17場所）

| | 一月場所 初場所（東京） | 三月場所 春場所（大阪） | 五月場所 夏場所（東京） | 七月場所 名古屋場所（愛知） | 九月場所 秋場所（東京） | 十一月場所 九州場所（福岡） |
| --- | ----------------------- | ----------------------- | ----------------------- | --------------------------- | ----------------------- | --------------------------- |
| 1958年 （昭和33年） | x                       | x                       | （前相撲）              | 東序ノ口9枚目 4–4           | 東序二段118枚目 4–4     | 東序二段102枚目 3–5         |
| 1959年 （昭和34年） | 東序二段105枚目 4–4     | 東序二段93枚目 5–3      | 西序二段73枚目 4–4      | 東序二段66枚目 4–4          | 東序二段62枚目 5–3      | 西序二段19枚目 3–5          |
| 1960年 （昭和35年） | 東序二段31枚目 3–5      | 東序二段29枚目 2–6      | 西序二段40枚目 3–5      | 東序二段51枚目 3–4          | 東序二段57枚目 2–5      | 東序二段88枚目 0–0–7        |
| 1961年 （昭和36年） | 西序ノ口筆頭 引退 0–0–7 | x                       | x                       | x                           | x                       | x                           |
| 各欄の数字は、「勝ち-負け-休場」を示す。 優勝 引退 休場 十両 幕下 三賞：敢=敢闘賞、殊=殊勲賞、技=技能賞 その他：★=金星 番付階級：幕内 - 十両 - 幕下 - 三段目 - 序二段 - 序ノ口 幕内序列：横綱 - 大関 - 関脇 - 小結 - 前頭（「#数字」は各位内の序列） |                         |                         |                         |                             |                         |                             |

## メディア出演

### 映画
- 爆裂都市 BURST CITY（1982年、東映セントラルフィルム）
- パンツの穴（1984年、ジョイパックフィルム）

### テレビ番組
- 痛快なりゆき番組 風雲!たけし城 - 放送初期は新日本プロレスに参戦していたため、『ワールドプロレスリング』と裏被りとなる事も少なくなかった。
- オレたちひょうきん族 - 1983年2月12日、「ひょうきんベストテン」で「コント赤信号」が自身を歌う場面でセットのリングよりスーツに竹刀片手に乱入、ヒップアップ（島崎俊郎演じるアントニオ猪木、川上泰生演じる藤波辰爾、小林進演じるタイガーマスク）、片岡鶴太郎のタイガー・ジェット・シンらひょうきんレスラー軍と共演（実際はどつき回す）。
- たけしのお笑いサドンデス - 「三議員」と称した審査員のひとりとして、立川談志、手塚理美らと共演。
- 笑っていいとも - 1984年3月5日、テレフォンショッキングのコーナーでなぎら健壱から紹介された。タモリの「明日来てくれるかな?」に対して、「いいとも」と言わず「OK」とだけ言って電話を切った。本番中にタモリにヘッドロックをかけた。
- 王道バラエティ つかみはOK!

### CM
- ワーナー・ランバート トライデント・シュガーレスガム（1983年〜1986年頃）
泉谷しげる、美保純らと共演。以下の複数バージョンが存在する。いずれも台詞は棒読み(明らかに言えていない台詞もある)。ガムのロゴ入りTシャツを着て興行に出ていた時期もある。
  - 「歯を大切にしましょうね」という美保に対して「歯なんかどうでもいいでしょう」と発言し、天罰の雷を浴びて黒焦げになる。
  - 小学生に扮し「私は歯を大切にしてるので、ガムはトライデント・シュガーレスガムに決めてます。馬之助くんは？」と尋ねる美保に対して、同じく小学生の扮装をした上田が「僕は特に決めたりしません」というと、「トリャーッ!!」と美保に後頭部を思い切り叩かれ「歯に失礼でしょ!」と怒鳴られる。次のカットでは美保の半分くらいの背丈になっていて「いろんなガムが好きじゃいけませんか」と返すと「いけません」と言われる。
  - 江戸時代の踏み絵の要領で、「歯を大切にしているので、お砂糖の入ってないトライデントは踏めません」と上田はトライデントの上で足を止めるが、唐突になぜか背後に迫っていた象に突き飛ばされ、反動で台ごとトライデントを踏み抜く。
  - リングでキックボクサーと戦い、顔に攻撃が入ったことに対して「トライデントで大切にしている歯になんてことをするんだ」と怒る。攻撃自体は全く効いていない。
  - 眼鏡をかけた怪しげな風体で現われ、「ガムあげるからついておいで」と小学生の女の子に扮した美保に声をかける。「歯を大切にしてるからガムはトライデントしか食べないの!」と言う美保に「そんなのどこでも同じだよ!」と返すが、逆に美保に指を噛まれ「歯を馬鹿にしないで!!」と一喝されてしまう。踏み絵編、キックボクサー編、誘拐編共にロケ地はタイ。
  - 「ガムなんか何だっていいじゃねえか」と美保に噛み付いた泉谷に「泉谷、お前黙れ。お前の歯なんかどうなったっていいんだ」と一喝する。上田はどう見ても台詞を噛んでいるが、なぜかそのまま放送されている。
  - 後ろからブロック塀を破壊して「もっと真面目にやれ!この野郎!」と言って泉谷に土下座をさせる。
- セガ・エンタープライゼス『ぷよぷよ通』（1994年）